# Musée départemental d'Histoire de la Résistance et de la Déportation de l'Ain et du Haut-Jura
Pour les articles homonymes, voir Musée de la Résistance et de la Déportation.
Le musée départemental d'Histoire de la Résistance et de la Déportation de l'Ain et du Haut-Jura est un musée situé à Nantua (Ain), en région Auvergne-Rhône-Alpes, au cœur de la ville, aux côtés de l'abbatiale romane Saint-Michel et du palais de justice.
De par l'histoire et l'atmosphère des lieux, de la richesse et la diversité des collections, le musée évoque de manière vivante l'Histoire de la France dans la Seconde Guerre mondiale et les évènements qui se sont déroulés particulièrement dans l'Ain et le Haut-Jura.

## Historique

### Avant le musée
Sous l'Ancien Régime, le site est occupé par l'église paroissiale Saint-Michel et le cimetière. À la Révolution, l'église est vendue comme bien national puis détruite. Il est décidé en 1834 la construction sur ce site d'une prison qui débute en 1840 et s'achève en 1846. De nombreuses malfaçons posent des problèmes d'insalubrité et de sécurité. Néanmoins, un maximum de 27 détenus occupent la prison à partir de 1863 et jusqu'en 1876. Lors de la guerre d'Espagne, 30 réfugiés républicains y sont internés ; les Allemands les raflent le 14 décembre 1943 puis les déportent. La prison ferme définitivement en 1953 ; l'édifice est occupé par différentes associations jusqu'en 1984, . La prison a également servi de gymnase pour les élèves du lycée Bichat avant que celui-ci ne soit doté de son propre équipement  en 1964.

### De nos jours
En 1982, le maire de Nantua Louis Seignemartin confie à Pierre Mercier, conseiller municipal le projet de créer un musée de la Résistance. Pierre Mercier crée alors l'association des amis du Musée d'Histoire de la Résistance et de la Déportation de l'Ain et du Haut jura, qu'il préside. Elle réunit toutes les associations d'anciens Résistants, Maquisards, Déportés du département.
La venue du président François Mitterrand à la commémoration du 40e anniversaire du défilé du Maquis le 11-11-43 à Oyonnax suscite des vocations et 2 autres projets surgissent à Oyonnax et Dortan. Malgré tout l'association des amis du musée, aidée par la ville poursuit son action, dans l'ancienne prison. Une commission du Conseil Général ayant étudié les 3 projets, choisit Nantua et vote une subvention. Dès lors les travaux s’accélèrent, le musée ouvre ses portes le 12 aout 1985 et est inauguré le 18 octobre 1986 par le général Simon, chancelier de l'Ordre de la Libération en présence de Jacques Boyon, secrétaire d'État à la Défense, d'une cohorte de Compagnon de la Libération. En 1990, la gestion est prise en charge totalement par la Mairie de Nantua. En 1992, le musée obtient la qualité de « musée contrôlé » par la Direction des musées de France puis le label musée de France en 2003 ; Le 1er janvier 2004, la gestion du musée est alors transférée de la ville de Nantua au conseil général de l'Ain.
La muséographie a été totalement revue lors des travaux de mise en accessibilité du musée, au monde du handicap.

## les collections
Avec plus de 15000 objets, le musée possède l'un des fonds les plus riches de France sur la Seconde Guerre mondiale. Les espaces muséographiques sont divisés en modules chrono-thématiques, les objets exposés sont accompagnés par une analyse historique des évènements nationaux et locaux.
La configuration des lieux a assez peu changé depuis la fermeture de la prison, les cellules sont aisément identifiables. Dans le hall d'accueil figure une grande peinture murale illustrant les différents aspects de l'occupation et de la résistance.

### Rez-de-chaussée
Le rez-de-chaussée comprend une salle d'exposition consacrée aux expositions temporaires et renouvelées chaque année, une salle de projection pour « L'Ain dans la tourmente », film composé principalement d'images d'archives locales qui permet de découvrir, entre autres, la visite du maréchal Pétain à Bourg-en-Bresse en 1942, la vie au maquis, le défilé du 11 novembre 1943 à Oyonnax, la Libération.

#### La marche vers la guerre 1919-1939
Y sont présentés des objets évoquant l'hyperinflation de la République de Weimar et la montée du nazisme : des billets d'une valeur de plusieurs milliards de Papiermark, un portrait non signé d'Adolf Hitler, une canne non certifiée de Heinrich Himmler, un uniforme des SA et d'autres objets relatifs au nazisme.

#### Vers la défaite de septembre 1939-juin 1940
Y sont présentés des objets évoquant l'invasion, la débâcle, l'exode : un landau empli de bric-à-brac, un uniforme de soldat français et son équipement, un masque anti-gaz Fernez, une reconstitution d'un motocycliste de la Wehrmacht, une reconstitution d'un poste de contrôle de la ligne de démarcation avec un mannequin de soldat allemand, une maquette du wagon de l'Armistice.

#### Vivre malgré tout
Y sont présentés des objets évoquant la vie quotidienne sous l'occupation : des maquettes de voitures fabriquées par des prisonniers de guerre, des boites de denrées sujettes à pénurie, des tickets de rationnement, un gazobois équipant une voiture, une bicyclette équipée de ressorts à la place de pneus.

#### Pétain et la France de Vichy
Y sont présentés des objets évoquant la propagande du Régime de Vichy : des affiches, des journaux, une BD destinée aux enfants, de la monnaie émise par le régime, un drapeau de la Légion française des combattants.

#### Collaboration économique, politique et militaire
Y sont exposées principalement des affiches de propagande diffusées par le régime et par l'administration allemande, invitant à la collaboration dans ses différents aspects.

#### La répression en France
Y sont exposés un uniforme de la Milice française et une tenue d'agent de la Gestapo ainsi que des outils de torture.

#### À l'aube de la Résistance: groupes, hommes et actions
Y sont présentés des objets évoquant l'appel du 18 Juin et le passage à la clandestinité : un poste radio, une affiche de l'appel, des faux papiers d'identité, un appareil photographique et des tampons de l'administration allemande.

#### L'occupation allemande
Y sont présentés des objets évoquant les relations entre les occupants et les occupés : des affiches de propagande, une reconstitution d'un officier de la Feldgendarmerie.

#### La presse clandestine
Y sont présentés une reconstitution d'un atelier de presse clandestine avec une bicyclette transportant des tracts, un échantillon des principaux journaux clandestins et des témoignages d'anciens résistants du lycée Lalande.

### Étage

#### Formation et organisation des maquis de l'Ain
Y sont exposés des photographies des maquis, du défilé du 11 novembre 1943 à Oyonnax, de la rafle de Nantua et de la mission interalliée, une reconstitution d'un maquisard armé, l'essentiel de l'équipement et de l'armement des fantassins de l'armée allemande.

#### Son et lumière évoquant la vie quotidienne au maquis
Y figure une peinture murale mettant en scène la montée des couleurs au maquis.

#### L'organisation de la Résistance armée
Y est exposée notamment une reconstitution d'un gendarme du Groupe mobile de réserve.

#### Son et lumière évoquant la mission interalliée:SOE
Ce son et lumière met en scène l'écoute clandestine de messages personnels codés émis par la BBC, les échanges radio d'un opérateur clandestin, le vol en avion en présence d'un cockpit, le signalement et le largage d'équipements et d'armes.

#### Les attaques allemandes et le soutien au débarquement
Y sont exposées essentiellement des photographies concernant la répression allemande de février, avril et juillet 1944, la rafle des enfants d'Izieu, les opérations de sabotage ferroviaire.

#### Les sabotages, le service de santé et les agents de liaison dans l'Ain
Y sont exposés une maquette sur le sabotage à Moulins-des-Ponts, une reconstitution du sabotage d'une voie ferrée, du matériel de sabotage et des armes de poing, une affiche de propagande anti-communiste, une trousse chirurgicale.

#### Vers la libération du département
Y sont exposés des photographies, des reconstitutions de soldats américains, d'un soldat soviétique, d'un parachutiste britannique, d'un FFI, de divers objets saisis aux Osttruppen, l'essentiel de l'armement des armées américaine, britannique et française.

#### La Déportation
Y sont exposés des objets évoquant l'antisémitisme, l'internement, la déportation politique et les camps de concentration : des photographies, des lettres, des carnets, une reconstitution d'un déporté en internement, des effets personnels de déportés et une carte de l'Ain synthétisant les différentes répressions perpétrées dans chaque localité.

## Partenaires
Le musée départemental d'Histoire de la Résistance et de la Déportation de l'Ain et du Haut-Jura fait partie des membres fondateurs du Réseau Memorha.